# 尤斯提·史瓜
尤斯提·克萊倫斯·史瓜（英語：Eustace Clarence Scrubb，1933–1949）是C·S·路易斯所著系列奇幻小說《納尼亞傳奇》中的虛構人物，在《黎明行者號》、《銀椅》和《最後的戰役》中登場。他是佩文西家四個兄弟姐妹的表弟，個性自大傲慢，但在歷經納尼亞的旅途後性情有了很大改變。

## 人物經歷

### 黎明行者號
尤斯提在英國的一所實驗學校就讀，他為人十分自大和傲慢，惹人討厭。一次，表哥愛德蒙與表姊露西暫住史瓜家，尤斯提與他們意外透過一幅畫進入了奇幻世界納尼亞，參與賈思潘國王的「黎明行者號」航行。尤斯提起初非常不適應納尼亞的環境，與賈思潘國王及其手下也合不來，尤其常與老鼠勇士老脾氣起衝突。
黎明行者號在「龍島」停靠時，尤斯提不慎誤中魔法，變成了一條龍，其後在獅王亞斯藍的幫助下才重新恢復為人，自此之後，他的性格慢慢有所改變。當旅程結束，尤斯提返家後，許多人皆認為他變得比以前更好。

### 銀椅
尤斯提在學校關心被人欺負的同學姬兒時，兩人透過校內的一扇門進入了納尼亞。亞斯藍賦予他們尋找失蹤的瑞里安王子（賈思潘國王的兒子）的任務，於是尤斯提與姬兒找到沼澤族人泥桿兒作為嚮導，踏上穿越北方荒地的旅程，途中還曾差點被巨人吃掉。最終，他們從下界解救出瑞里安王子，讓他回國與即將臨終的父王團聚及繼承王位。尤斯提與姬兒完成任務後被亞斯藍送回學校，還順帶懲罰了那些欺負人的學生。

### 最後的戰役
尤斯提和寇克教授、波莉阿姨、佩文西三兄弟姐妹（蘇珊除外）等曾經到過納尼亞的人組成了「納尼亞之友」的組織，他們在聚會時因見到了逖里安（納尼亞末代國王）的幻象，認為納尼亞有難，於是設法想透過魔法戒指重返納尼亞，未料眾人在火車事故中喪生，尤斯提與姬兒率先來到納尼亞，幫助逖里安與邪惡勢力戰鬥，並見證納尼亞的毀滅。最終尤斯提與其他人一起抵達亞斯藍的國度，永遠住在該處。

## 分析
《紐約時報》專欄作家Charles McGrath曾在一篇文章中指出了《哈利波特》人物達力·德思禮（哈利·波特的表哥）與尤斯提·史瓜的相似之處，認為這是《哈利波特》受到《納尼亞傳奇》影響的其中一處。

## 改編
在英國廣播公司的電視劇《納尼亞傳奇》，尤斯提由大卫·斯威特斯飾演。
在2010年電影《納尼亞傳奇：黎明行者號》，尤斯提由威爾·普爾特飾演。

## 延伸閱讀
- Ford, Paul F. . . HarperOne. 5 July 2005. ISBN 0-06-079127-6.